# Pekwachnamaykoskwaskwaypinwanik
Hồ Pekwachnamaykoskwaskwaypinwanik là một hồ của Manitoba. Tên trong tiếng Cree có nghĩa là "Nơi lưỡi câu được dùng để bắt cá hồi hoang dã". Đây là tên địa điểm dài nhất ở Canada với độ dài 31 chữ cái. Nó nằm ở phía đông nam hồ Red Sucker ở phía đông bắc Manitoba, gần biên giới với Ontario.